# بلوندی (سگ)
بلوندی (۱۹۳۴ – ۲۹ آوریل ۱۹۴۵)، سگ مادهٔ آدولف هیتلر بود که در سال ۱۹۴۱ توسط مارتین بورمان، یکی از رهبران حزب نازی، به او هدیه داده شده بود. چیکو تا آخرین لحظات محاصرهٔ برلین در ژانویهٔ ۱۹۴۵ با هیتلر در پناهگاه بود. بلوندی  با سگ نژاد ژرمن شپردِ پائول تروست، آرشیتکت آلمانی، صاحب پنج توله شد که هیتلر نام یکی از آن‌ها را ولف گذاشت. اسم مستعار خودش که در واقع اسم خودش به زبان آلمانی بود (Noble Wolf). بااین‌حال، هیتلر بسیار به او علاقه‌مند بود. نگه‌داشتن او در کنار خود و اجازه‌دادن برای خوابیدن در اتاق خوابش در پناهگاهش، نشانه‌های علاقه‌مندی و اعتمادش به او بود؛ درحالی‌که اوا براون، معشوقه و همسر هیتلر، نظر مساعدی در این زمینه نداشت و سگ‌های تِریِرِ خودش را به بلوندی ترجیح می‌داد.
به گفتهٔ یکی از معاونان هیتلر به نام تراودل یونگه، اِوا از بلوندی متنفر بود و همیشه او را در زیر میز لگد می‌زد.
علاقه‌مند شدن هیتلر به نژاد ژرمن شپرد از جنگ جهانی اول شروع شد. در ابتدا، زمانی که هیتلر یک سرباز بود، یه سگ سفید از نژاد تریر به اسم فوشل داشت که با گم‌شدن ناگهانی‌اش هیتلر را ناراحت کرد. هیتلر برای اولین بار در سال ۱۹۲۱ یک سگ نژاد ژرمن شپرد به اسم پرینتز گرفت. در آن سال‌ها هیتلر با فقر و تنگدستی دست‌وپنجه نرم می‌کرد؛ به همین دلیل مجبور شد تا برخلاف میلش پرینتز را به یک دامپزشکی تحویل دهد. بااین‌حال، پرینتز با سرسختی تمام از آنجا فرار کرد و دوباره نزد هیتلر برگشت. هیتلر که عاشق فرمانبرداری و اطاعت بود، ازآن‌پس عاشق این نژاد شد.

## مرگ
بلوندی، تنها چند ساعت قبل از خودکشی هیتلر و اوا براون، به دستور هیتلر با خوراندن قرص سیانور (برای اینکه به دست نیروهای شوروی نیفتد) کشته شد.